# Mokrá (Čichalov)

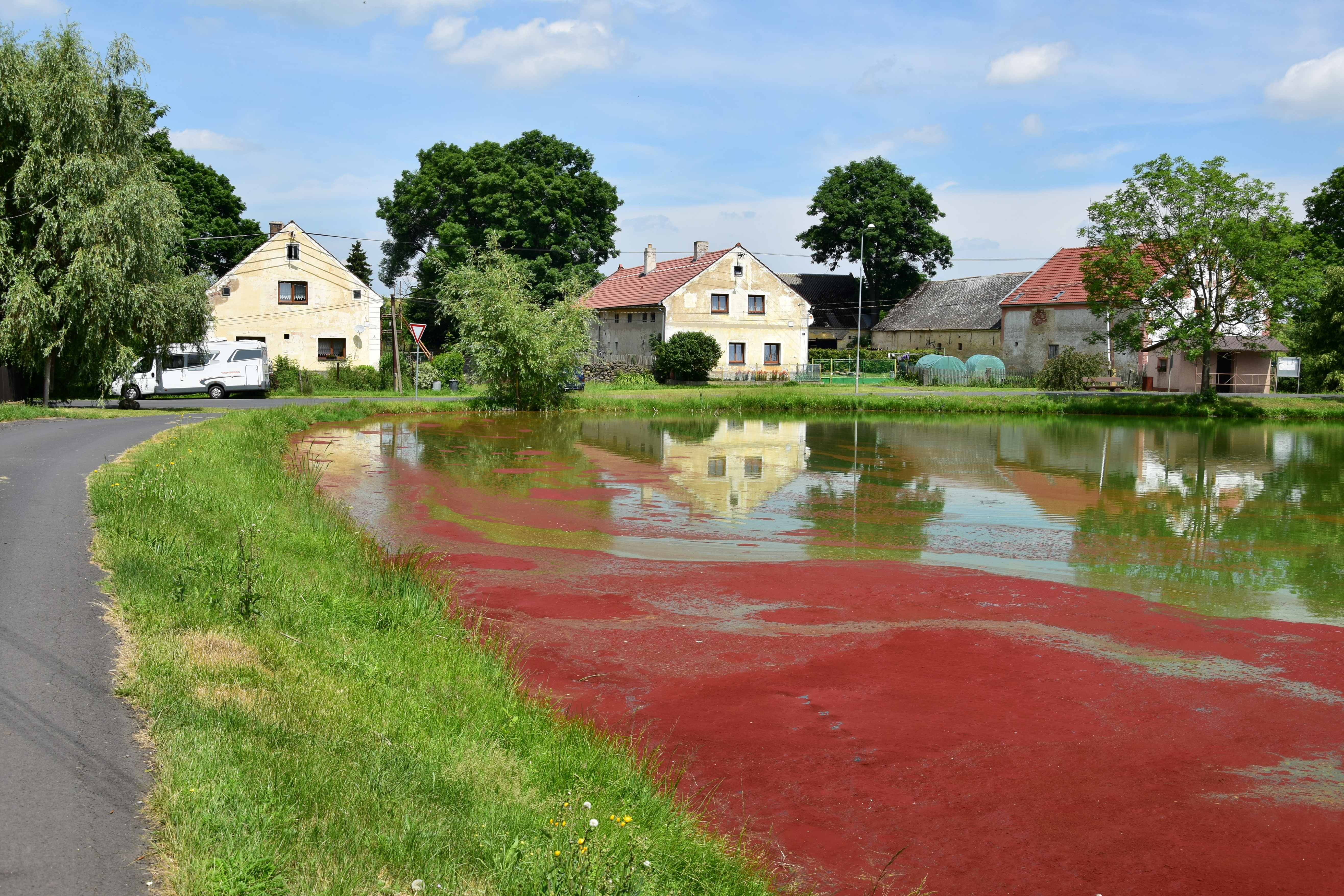
Häuser am Dorfteich

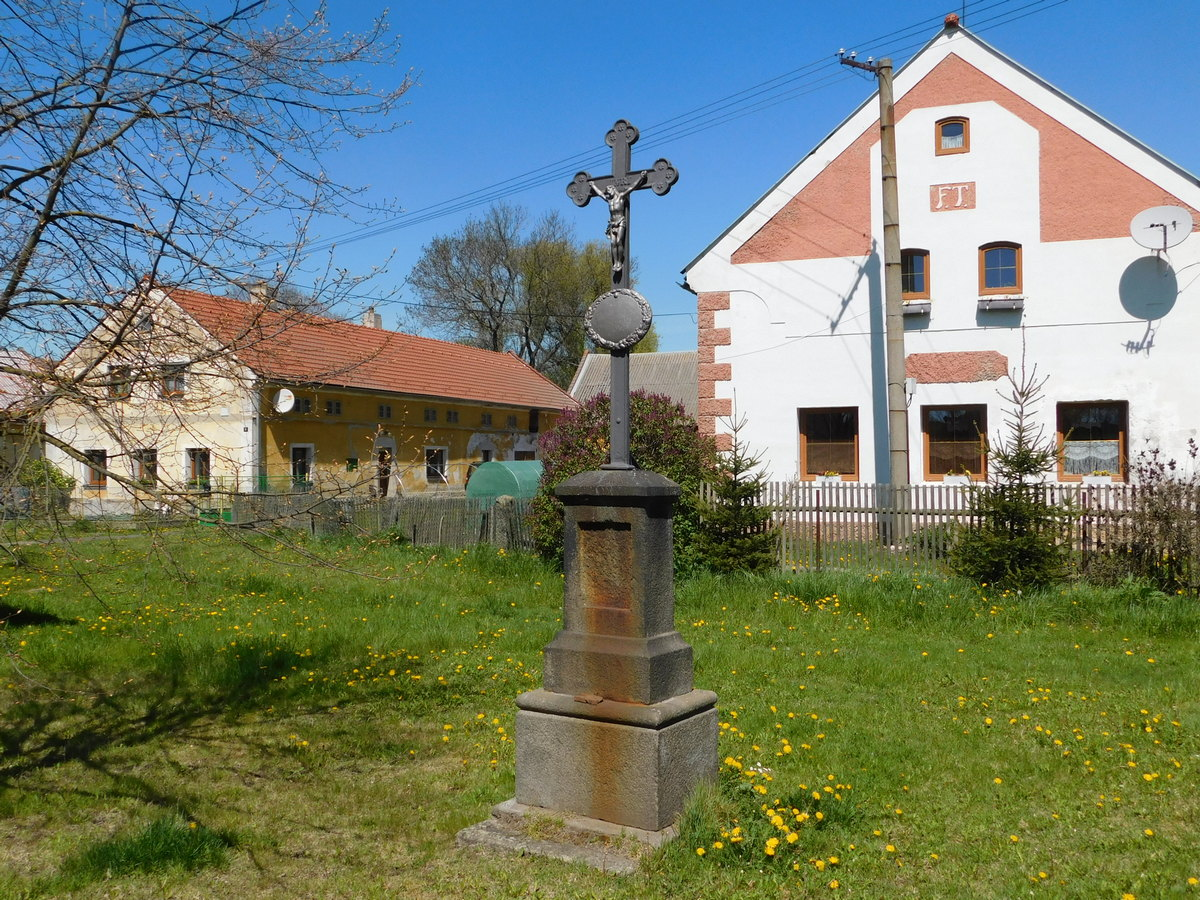
Kreuz auf dem Dorfplatz

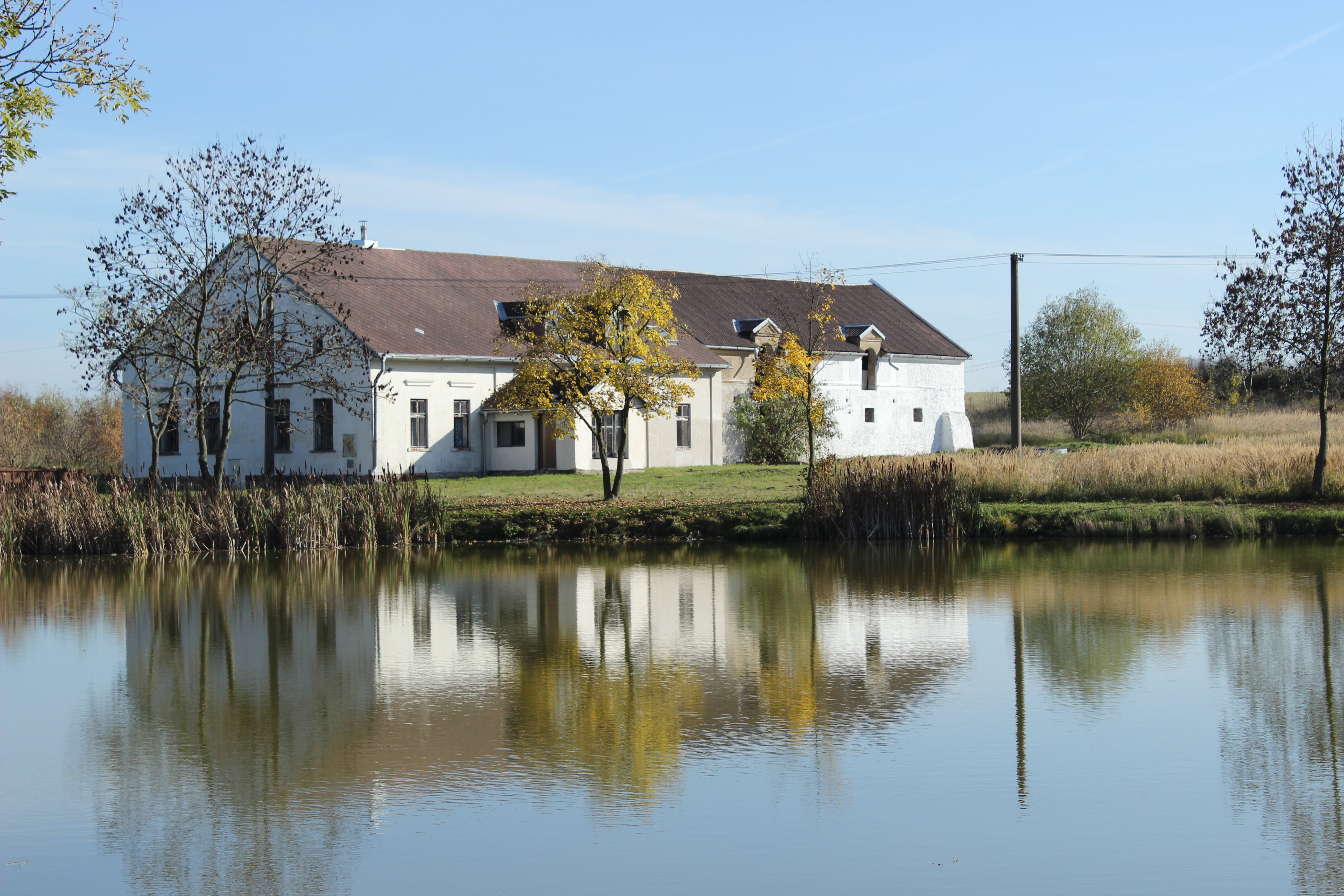
Haus Nr. 14

Mokrá (deutsch Mokrau) ist ein Ortsteil der Gemeinde Čichalov (Sichlau) in Tschechien. Das Dorf liegt fünf Kilometer nordöstlich von Žlutice (Luditz) und gehört zum Okres Karlovy Vary.

## Geographie
Der Rundling Mokrá befindet sich auf einer Hochfläche der Žluticka vrchovina (Luditzer Bergland) im Quellgebiet eines kleinen Zuflusses zum Bach Velká Trasovka. Anderthalb Kilometer nördlich verläuft die Staatsstraße I/6 zwischen Bochov (Buchau) und Bošov (Poschau), östlich die II/194 zwischen Chyše (Chiesch) und Podbořanský Rohozec (Deutsch Rust). Im Norden erhebt sich der U Bošova (587 m n.m.), östlich der Jezerský vrch (Jeserauberg; 589 m n.m.), im Süden der Nad Ovčínem (580 m n.m.) und südwestlich der Na Karlově (586 m n.m.). Gegen Westen wird ein Steinbruch betrieben.
Nachbarorte sind Velký Hlavákov (Groß Lubigau) im Norden, Vrbice (Großfürwitz), Bošov, Nová Teplice (Neu Teplitz) und Libkovice (Liebkowitz) im Nordosten, Lubenec (Lubens) und Podštěly (Badstübel) im Osten, Žďárek (Scheer), Chýšky (Spitzberg) und Chyše im Südosten, Mlýnce (Linz) und Protivec (Protiwitz) im Süden, Žlutice (Luditz) und Kovářov (Kowarschen) im Südwesten, Štoutov (Stadthöfen) und Čichalov (Sichlau) im Westen sowie Budov (Buda), Verušičky  (Klein Werscheditz), Týniště (Thönischen) und Skřipová (Krippau) im Nordwesten.

## Geschichte
Die erste urkundliche Erwähnung des zur Herrschaft Údrč gehörigen Dorfes Mokrá erfolgte im Jahre 1463. Nach dem Tode des Heinrich Audriczky von Audrc (Jindřich Údrčský z Údrče) trat dessen Witwe Elsa 1488 ihren Brüdern Sigismund und Wenzel von Schinowa wegen einer Schuld von 200 Schock Groschen im Falle ihres Anlebens die Feste und das Gut Týn sowie einen jährlichen Zins von acht Schock Groschen auf dem Dorf Mokrá ab. Zusammen mit der Feste Schinowa wurde Mokrá im Jahre 1500 an die Herrschaft Luck angeschlossen. 1577 gehörte eine Hälfte des Dorfes zur Herrschaft Luck. Am Übergang vom 16. zum 17. Jahrhundert wurde Mokrá dem GutKostrzan zugeschlagen. Nach der Schlacht am Weißen Berg verlor Peter von Hartenberg wegen seiner Beteiligung am Ständeaufstand von 1618 das Gut Kostrzan. Das konfiszierte Gut wurde 1623 an den kaiserlichen Sekretär Johann Hegner von Rösselfeld verkauft; bei dem Kauf wurde Mokrá als ein Dorf mit zwei Mühlen und einem Kretscham beschrieben. Um 1651 kam das Dorf zur Herrschaft Chiesch. Nachfolgend wechselten die Besitzer in rascher Folge. Zu Beginn des 18. Jahrhunderts erwarb Christoph Kager von Stampach Mokrá und schlug das Dorf seiner Herrschaft Waltsch zu. Am 5. August 1831 brach in Folge eines Blitzschlages ein Großfeuer aus, dass einen Teil des Dorfes zerstörte.
Im Jahre 1845 bestand das im Elbogener Kreis und vom übrigen Teil der Herrschaft durch die Güter Buda und Libkowitz abgetrennt gelegene Dorf Mokrau bzw. Mokra aus 26 Häusern mit 114 deutschsprachigen Einwohnern. Der Meierhof war emphyteutisiert. Abseits – an der Karlsbader Straße – lag ein Wirtshaus. Gepfarrt war das Dorf zur Kirche Maria Schnee in Chiesch. Bis zur Mitte des 19. Jahrhunderts blieb Mokrau der Herrschaft Waltsch und Skytal untertänig.
Nach der Aufhebung der Patrimonialherrschaften bildete Mokrau / Mokré ab 1850 eine Gemeinde im Gerichtsbezirk Luditz. 1859 wurde auf dem Dorfplatz die Kapelle des hl. Florian errichtet. Ab 1868 gehörte Mokrau zum Bezirk Luditz. Im Jahre 1869 bestand das Dorf aus 27 Häusern und hatte 159 Einwohner. Im Jahre 1900 hatte Mokrau 165 Einwohner, 1910 waren es 154. Nach dem Ersten Weltkrieg zerfiel der Vielvölkerstaat Österreich-Ungarn, das Dorf wurde 1918 Teil der neu gebildeten Tschechoslowakischen Republik. Beim Zensus von 1921 lebten in den 29 Häusern der Gemeinde 143 Deutsche. Der tschechische Ortsname wurde 1924 in Mokrá abgeändert. 1930 lebten in den 30 Häusern von Mokrau 139 Personen. Die Häuser lagen um einen runden Dorfplatz, auf dem neben dem großen Dorfteich die Kapelle stand. Nach dem Münchner Abkommen wurde Mokrau im Oktober 1938 dem Deutschen Reich zugeschlagen und gehörte bis 1945 zum Landkreis Luditz. 1939 hatte die Gemeinde 133 Einwohner. Nach dem Ende des Zweiten Weltkrieges kam Mokrá zur wiedererrichteten Tschechoslowakei zurück. Nach der Aussiedlung der meisten deutschen Bewohner wurde Mokrá mit Tschechen wiederbesiedelt. 1946 standen in Mokrá 32 Häuser. Im Zuge der Gebietsreform von 1948 wurde der Okres Žlutice aufgelöst und die Gemeinde zum 1. Februar 1949 dem Okres Toužim zugeordnet. Im Jahre 1950 lebten in den 23 Häusern von Mokrá 99 Personen. Bei der Gebietsreform von 1960 erfolgte die Aufhebung des Okres Toužim, Mokrá wurde Teil des Okres Karlovy Vary. 1961 wurde das Dorf nach Vrbice eingemeindet und am 1. Juli 1965 nach Chyše umgemeindet. Mit Beginn des Jahres 1973 kam Mokrá als Ortsteil zu Čichalov. Zum 1. Juli 1975 erfolgte die Eingemeindung nach Žlutice. Seit dem 1. März 1990 ist Mokrá wieder ein Ortsteil von Čichalov. In der zweiten Hälfte des 20. Jahrhunderts wurden die Kapelle und zwölf Häuser bzw. Gehöfte (Nr. 2, 3, 4, 11 – Gemeindehaus, 12, 17, 21, 23, 24, 26 und 29 sowie das Gasthaus Januschkowetz) abgebrochen; die Gehöfte Nr. 10 und 13 befanden sich zu Beginn der 1990er Jahre in desolatem Zustand. Beim Zensus von 1991 bestand Mokrá aus 14 Wohnhäusern und hatte 49 Einwohner. 2011 lebten in den 18 Häusern des Dorfes 33 Personen.

## Ortsgliederung
Der Ortsteil Mokrá bildet den Katastralbezirk Mokrá u Chyší.

## Sehenswürdigkeiten
- Bildstock am östlichen Ortsrand an der Straße nach Nová Teplice. Er wurde in der ersten Hälfte des 19. Jahrhunderts im Garten vor dem Schulhaus (Nr. 30) aufgestellt. Seit 1958 ist er ein Kulturdenkmal.[5]
- Gusseisernes Kreuz auf dem Dorfplatz. Es stand ursprünglich vor dem Gehöft Nr. 10 neben der Kapelle St. Florian[6]

## Ehemalige Bauwerke
- Kapelle des hl. Florian, sie wurde am Nordufer des Dorfteiches vor dem Gehöft Nr. 9 errichtet und am 8. März 1859 in Gedenken an den Ortsbrand von 1831 dem hl. Florian geweiht. Die Pfarrei Chiesch hielt in der Kapelle gelegentlich Gottesdienste. 1873 wurde die Kapelle durch einen Brand beschädigt und danach wiederhergerichtet. Der bei den Feuer zerstörte Altar der Jungfrau vom Berg Karmel wurde nicht erneuert, stattdessen erhielt die Kapelle ein Altarbild des hl. Florian. Nach der Vertreibung wurde die Kapelle nicht mehr genutzt und dem Verfall überlassen. Schließlich erfolgte der Abriss.[7]